# Barcarola (música)
Barcarola (do  Italiano barcarola  ou  barcaruola ', de barca: barco) é uma canção folclórica tradicional cantada por gondoleiros venezianos ou uma peça musical composta nesse estilo. Em  música clássica, duas das mais famosas barcarolas são "Belle nuit, ô nuit d'amour" de Jacques Offenbach, de sua ópera Os Contos de Hoffmann, e a  "Barcarolle" em fá sustenido maior para piano solo, de Frédéric Chopin.

## Descrição
Uma barcarola é caracterizada por um ritmo que lembra o golpe do gondoleiro, quase invariavelmente em 6/8 metros em um andamento moderado.
Embora os barcarolles mais famosos sejam do período  Romântica, o gênero era conhecido o suficiente no século XVIII para  Burney mencionar, em  O Estado Atual da Música em França e Itália  (1771), que era uma forma celebrada apreciada por "colecionadores de bom gosto".

## Exemplos notáveis
A barcarola era uma forma popular de ópera, onde o estilo sentimental aparentemente ingênuo da canção folclórica podia ser bem utilizado. Além do exemplo de Offenbach:  Paisiello,  Weber e  Rossini escreveram ária s que eram barcarolas;  Donizetti definiu a cena veneziana na abertura de   Marino Faliero  (1835) com uma barcarola para um gondoleiro e coro; e  Verdi incluiu uma barcarola em  Un ballo in maschera  (isto é, o atmosférico "Di 'tu se fidele il flutto m'aspetta" de Richard no Ato I). = "Grove" /> A  tradicional napolitana barcarola "Santa Lucia" foi publicada em 1849.
Arthur Sullivan marcou a entrada da barcaça de Sir Joseph Porter (também levando suas irmãs, primas e tias) em  H.M.S. Pinafore  para uma barcarola, bem como para o Trio "Meu bem-amado senhor e querido guardião" entre Phyllis, Conde Tolloller e o Conde de Mountararat no Ato I de  Iolanthe] .  Schubert, embora não use o nome especificamente, usou um estilo que lembra a barcarola em algumas de suas canções mais famosas, incluindo especialmente sua assombrosa "Auf dem Wasser zu singen" ("Para ser cantada na água "), D.774.
Outros barcarolles notáveis incluem: as três "Canções de gôndola veneziana" de  Mendelssohn  Músicas sem palavras , Opp. 19, 30 e 62; a barcarola de "junho" de  Tchaikovsky   As Estações ; Charles-Valentin Alkan "Barcarolle" do Op. 65  Troisième recueil de chants ; Camille Saint-Saëns 's  Barcarolle para violino, violoncelo, harmônio (ou órgão) e piano; "Barcarolla" de Béla Bartók de   Out of Doors ; Barcarolle, op. 27, no. 1, por Moritz Moszkowski, e vários exemplos por Anton Rubinstein, Mily Balakirev, Alexander Glazunov, Edward MacDowell, Mel Bonis, [ [Ethelbert Nevin]]; e uma série de treze para piano solo de Gabriel Fauré.
No século XX, outros exemplos incluem: Agustín Barrios  Julia Florida ; o segundo movimento do Trio No. 2 (1915) de  Villa-Lobos (que contém uma Berceuse-Barcarolla); o primeiro movimento da suíte  Napoli  para piano solo de Francis Poulenc (1925);  Dance of the Waves  de George Gershwin (1937, não publicado); Os três Barcarolles para piano de Ned Rorem, compostos no Marrocos (1949); o Barcarolle do balé  Sebastian  de Gian-Carlo Menotti; o primeiro movimento da Sonata para Piano no. 8, op. 83 (1949); "The Kings 'Barcarolle" de Leonard Bernstein' ' Candide' '(1956); e Juan María Solare neoclássico  Barcarola  para piano (gravação incluída no álbum Sombras blancas).
A canção de Bob Dylan "I've Made Up My Mind to Give Myself to You" do álbum de 2020  Rough and Rowdy Ways  usa "Barcarolle" de Offenbach como um riff.